# Backerbsen

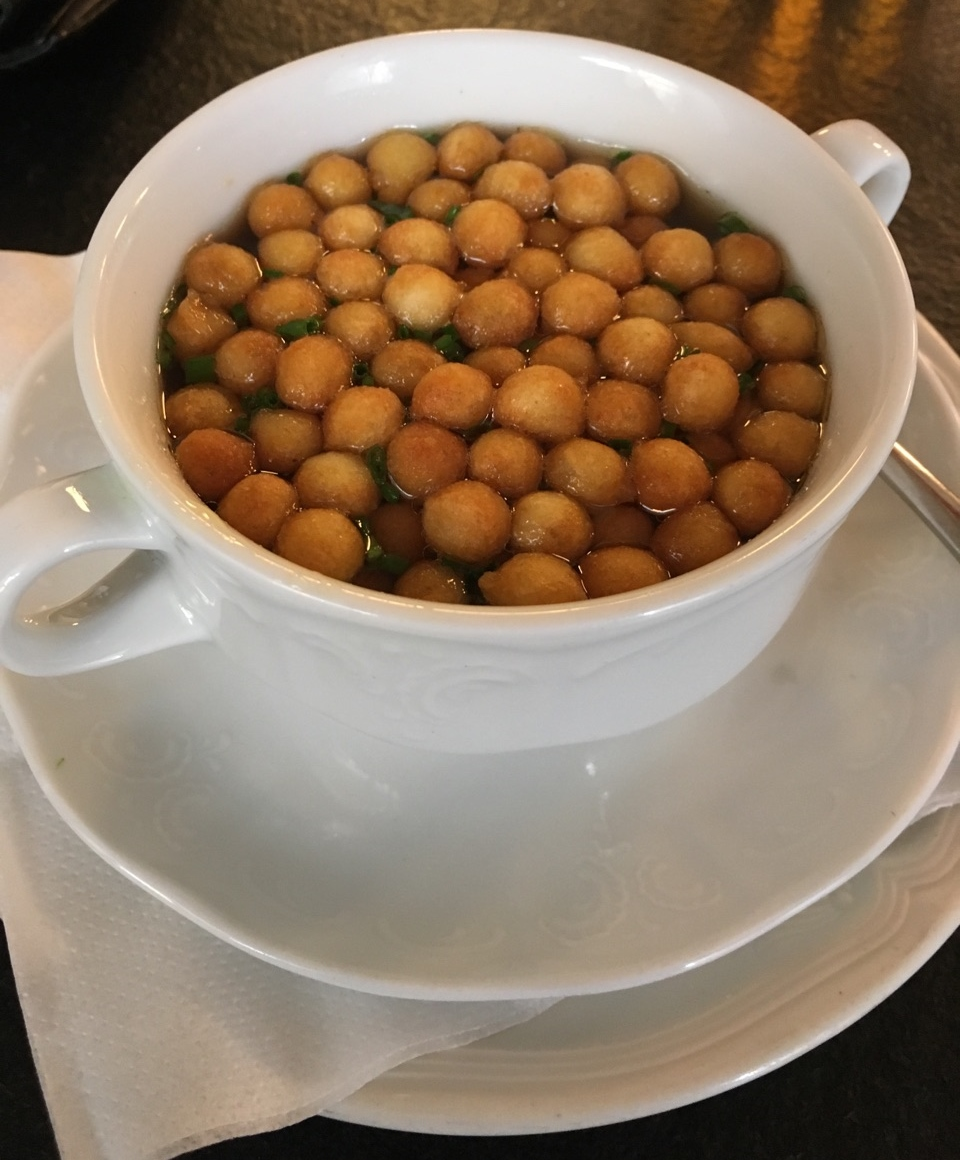
Backerbsensuppe, Waldviertlerhof, Wien 2017

Backerbsen oder auch gebackene Erbsen sind eine typische Suppeneinlage der Regionalküchen im mitteleuropäischen Raum. Sie sind ein gebackenes Produkt aus Mehlteig.

## Allgemein
„Gebackene Erbsen“ werden schon im 18. Jahrhundert beschrieben. Früher in Schmalz gebacken und mit Wein als Zutat, waren sie eine Suppeneinlage der Oberschicht.
Heute sind fertige Backerbsen auch als Handelsware erhältlich. Angeboten wurden diese erstmals 1953 von der Vorarlberger Firma Rudolf Ölz Meisterbäcker.

## Regionale Bezeichnungen
In Deutschland findet sich auch die Bezeichnung „(gebackene) Mehlerbse“. Die deutschsprachige Schweiz lässt mit der Bezeichnung Suppenperle einen Rückschluss auf die im Vorarlberger Dialekt gehaltene Bezeichnung der Hochzeitsperle zu. Als eine frühe Bezeichnung der gebackenen Erbsen findet sich in Österreich nämlich der Begriff Hochzitbolla. Alle Bezeichnungen sind auf die auch heute noch zutreffende Größe und Form der Backerbse zurückzuführen. Eine weitere typisch österreichische Bezeichnung für Backerbsen lautet Bufferl, deren oberschwäbische Entsprechung Bopfrlâ ist. Die allgemeine schwäbische Bezeichnung lautet aber Pfeisele.

## Herstellung und Verwendung
Zur Zubereitung per Hand wird ein flüssiger Teig aus Mehl, Eiern, Milch und Speisesalz, eventuell noch Öl hergestellt und durch zum Beispiel eine flache Küchenreibe in siedendes Fett getropft. Die entstehenden erbsengroßen Kügelchen werden darin goldgelb frittiert und anschließend abgetropft.

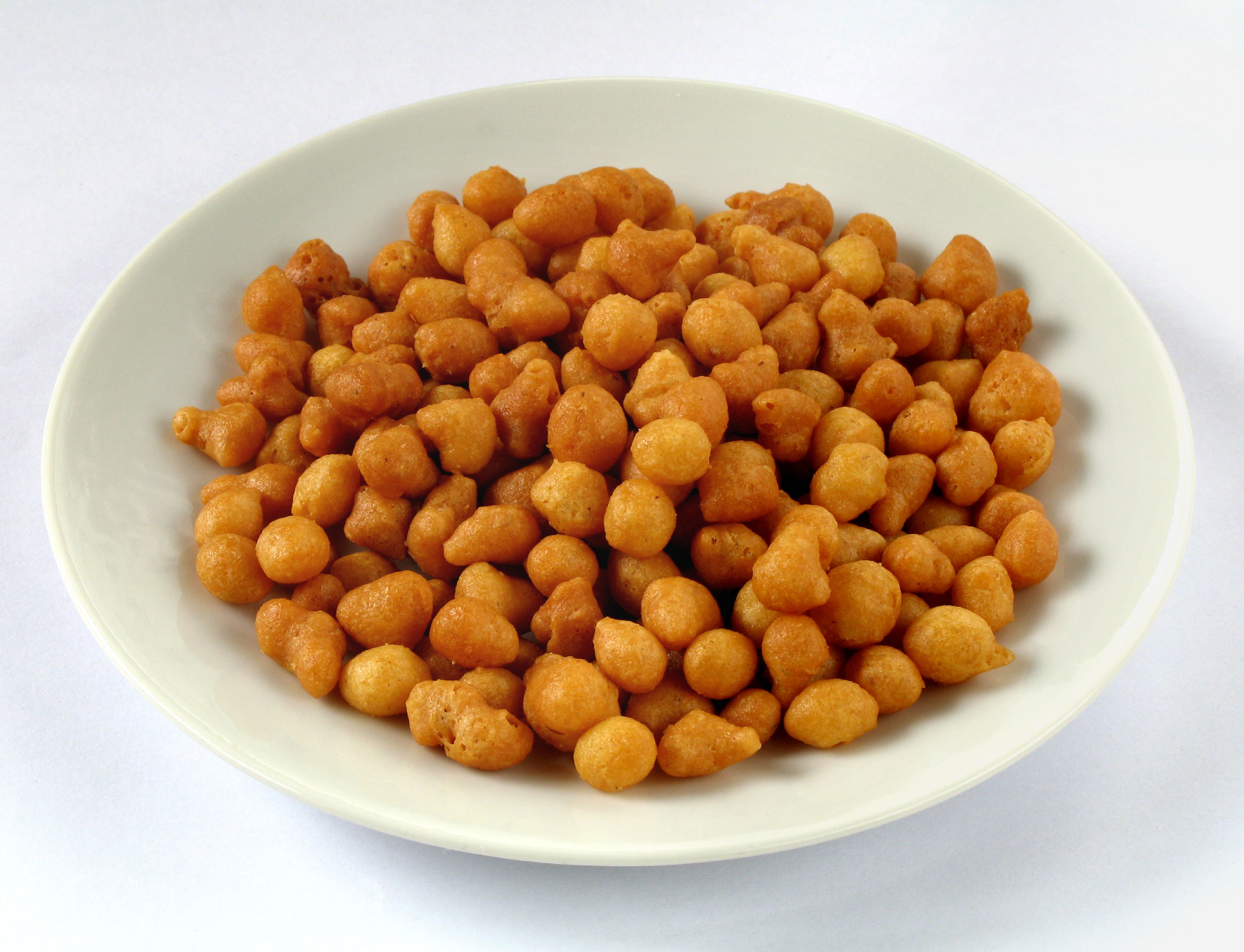
Backerbsen (Handelsware)

Die industrielle Herstellung lässt ebenfalls eine Verallgemeinerung zu. Aus den Zutaten Weizenmehl, Pflanzenfett, Magermilch- und Volleipulver, Salz und Hefe wird ein weicher Tropfteig hergestellt.
Nach der Fermentierung (Hefegärung) wird der Teig durch einen Drop-Former (ähnlich wie bei einer Spätzlepresse) gepresst. So entstehen die kleinen Kügelchen, die dann auf niedriger Temperatur in Pflanzenfett frittiert werden.
Zur Teiglockerung werden Hefe oder auch andere Backtriebmittel eingesetzt.
Backerbsen werden erst unmittelbar vor dem Servieren in die Suppe, beispielsweise Rinderbrühe, gegeben. Alternativ werden sie auch pur als Knabbergebäck verzehrt.

## Eierschöberl (Variante)
Den Backerbsen recht ähnlich sind die Eierschöberl der österreichischen Küche, die ebenfalls als Suppeneinlage verwendet werden. Sie sind jedoch um einiges größer, meist heller und werden wie Schöberl im Backrohr gebacken. Im Unterschied zu Schöberl werden sie aus Brandmasse (Wasser, Butter, Mehl, Eier, Backpulver, Salz, Muskatnuss) zubereitet.